# بورفورد
latitudeبورفوردlongitudeبورفورد
بورفورد (به انگلیسی: Burford) یک شهرک در بریتانیا است که در انگلستان واقع شده‌است.

## خصوصیات
بورفورد ۱٬۳۴۰ نفر جمعیت دارد.